# Hinda Déby Itno
Hinda Déby Itno, née Hinda Mahamat Abderahim Acyl, née le 2 avril 1977 à N'Djaména, est une des épouses de l'ancien  président tchadien Idriss Déby Itno. Collaboratrice très proche du chef de l'État, cette Ouadaïnne de père et Arabe de mère est présentée comme la Première dame du Tchad de son mariage, le 2 octobre 2005, jusqu'au décès de son mari, le 20 avril 2021. 
Elle dispose depuis janvier 2017 de la nationalité française.

## Biographie

### Enfance, famille et études
Hinda Mahamat Abderahim Acyl est la fille de Mariam Abderahim Acyl et de Mahamat Abderahim Acyl. Elle a obtenu son baccalauréat scientifique (série D) au collège du Sacré-Cœur de N'Djaména en 1999 puis a étudié la finance et la comptabilité à l'Institut du Génie appliqué (IGA) de Rabat au Maroc en 2003.
Son père, Mahamat Abderahim Acyl, était contrôleur des assurances au ministère de l'Économie et des Finances, puis diplomate en poste à l'ambassade du Tchad à Washington (États-Unis). Il a été secrétaire d'État à la Santé publique, au Travail et aux Affaires sociales de juillet 1976 à septembre 1978. Après le mariage de sa fille, à la retraite après avoir servi plusieurs années comme consultant à la FAO à son siège de N'Djaména, il est nommé ambassadeur du Tchad au Soudan en 2010.
Sa mère est la fille d'un méhariste français, Guillaume Debos.
Elle a neuf frères et sœurs,, dont quatre frères :
- Acyl Mahamat Abderahim Acyl
- Ahmat Ghazali Mahamat Acyl alias Amadaye, ministre de l'Éducation (2018)
- Abderahim Mahamat Acyl alias Abbo
- Khouder Mahamat Acyl,  aide de camp de l'ancien président Idriss Deby (jusqu'en avril 2021)

et deux sœurs :
- Fatima Haram Acyl, vice-présidente de la commission de la CEMAC (2018)
- Mami Mahamat Acyl

Elle a cinq enfants : Ahmat, Malack, Soultana, Houno et Youssouf.

### Première dame du Tchad
Le 2 octobre 2005, Hinda Mahamat Abderahim Acyl devient la quatrième femme du président Idriss Déby, quelques mois après avoir rencontré ce dernier dans une soirée de la bonne société de N'Djaména. Elle est depuis lors présentée comme la Première dame du Tchad jusqu'au décès de son mari, le 20 avril 2021.
Dépassant les missions traditionnellement honorifiques des autres épouses d'un chef de l'État, elle est réputée être la conseillère et la collaboratrice la plus proche et la plus écoutée d'Idriss Déby.
Selon le site Africa Intelligence, la manne pétrolière qui représente en 2015 73 % des revenus et 90 % des exportations du Tchad, est entièrement contrôlée par les proches d'Idriss Déby Itno, à commencer par son épouse, Hinda. Des proches d'Hinda Déby Itno apparaissent à chaque étape de la gestion des recettes de la production reversées à l'Etat par les sociétés internationales - ExxonMobil/Petronas et China National Petroleum Corporation (CNPC). Frère aîné d'Hinda Déby Itno, le ministre de l'Éducation Ahmat Khazali Acyl a été le premier directeur général de la Société des hydrocarbures du Tchad (SHT) - société nationale chargée notamment de gérer les recettes du brut de Doba. Le directeur commercial de cette société, Ibrahim Bourma Hissein, a, lui, épousé l'une des sœurs d'Hinda Déby Itno.
Toujours selon Africa Intelligence, Hinda Déby Itno a placé sa famille - ses neuf frères et sœurs - dans le cercle présidentiel. Ce poids de personnes originaires du Ouaddaï (Est), la région du père d'Hinda, Mahamat Abderahim Acyl, provoquerait des tensions au sein du clan zaghawa au pouvoir.

## Œuvres de bienfaisance
Le 26 mai 2013 à Addis-Abeba, elle est élue par ses homologues, les autres Premières dames d'Afrique, présidente de l'Organisation des Premières dames d'Afrique engagées et solidaires dans la lutte contre la pandémie du VIH/SIDA (OPDAS).
En 2008, elle publie un livre autobiographique intitulé La main sur le cœur aux Éditions continentales,.
Elle est marraine de la campagne pour l’accélération de la réduction de la mortalité maternelle et néonatale en Afrique (CARMMA), des violences faites à l’égard des femmes et de la lutte contre la fistule obstétricale.
En janvier 2017, elle lance sa fondation appelée Fondation Grand Cœur : TA-Aoune, qui a pour principale mission la lutte contre les inégalités sociales, la recherche du bien-être des populations, le développement, l’encouragement du mérite et la promotion de l’excellence.                